# Рудник Фейріленд
Рудник Фейріленд (Fairyland) – гірничодобувний майданчик на заході Австралії. Одна з копалень на золоторудному полі Лавлерс/Егню.
Родовище золота Рідімер виявила у 1996 році компанія Plutonic Resources (в 1998-му була викуплена Homestake Mining Company, яку, в свою чергу, у 2001-му придбала канадська Barrick Gold). Розробка почалась вже у 1997-му.
До 2007-го роботи велись відкритим способом, після чого перейшли до спорудження підземного рудника (зокрема, відомо про прокладання вентиляційно-евакуаційного стовбуру глибиною 80 метрів). Підземна розробка стартувала не пізініше 2009-го.
В 2013-му Фейріленд разом з кількома іншими активами на  золоторудному полі Лавлерс перейшов до південноафриканської Gold Fields, після чого був закритий (а Gold Fields зосередилась на розвитку рудника Нью-Голланд).
Є відомості, що запаси Фейріленд складали біля 6 тонн золота.